# Ingilois
Los ingilois (en georgiano: ინგილოები; en azerí: İngiloylar) son un grupo subétnico de los georgianos que habita principalmente en la región histórica de Saingilo (anteriormente conocida como Heretia) en el noroeste de Azerbaiyán. Además tienen su propio dialecto del georgiano, el ingiloy.

## Historia
Según relatos tradicionales, el nombre de los heretianos (es decir, de los ingilois) se origina en el patriarca legendario "Heros", el hijo de Togarma, quien fundó la ciudad de Hereti (más tarde conocida como Joranta) en el río Alazani. Con el declive de la Albania caucásica, el área se incorporó gradualmente al reino de Iberia, formando uno de sus ducados (saeristavo). A lo largo del siglo V, sus pueblos finalmente fueron asimilados a los georgianos propiamente dichos.
Durante la ocupación árabe, la región era un reino separado dentro de la influencia política y cultural de Georgia. Heretia eventualmente se convirtió en parte del reino de Kajeti y Hereti. Este último fue anexionado al reino de Georgia en 1104. En la Edad Media, operaban siete escuelas georgianas en Heretia que incluían cursos de teología, filosofía, ortografía, historia de la iglesia e historia de Georgia y para los estudiantes. En el siglo XV, el término "Heretia" desapareció gradualmente de la nomenclatura política y fue reemplazado por la palabra "Kajetia".
A principios del siglo XVII, el sah Abás el Grande de Persia tomó estas tierras del rey de Kajeti y se las concedió a los clanes feudales de Daguestán. Como resultado de las incursiones (Lekianoba) realizadas por bandas de guerreros avar y tsajur en Saingilo, los ingilois se convirtieron en siervos de los gobernantes de Daguestán, quienes los obligaron a pagar tributo. De esta forma, paulatinamente, por medios pacíficos u hostiles, estas tribus se asentaron en Saingilo y lo colonizaron. Ya después de la fundación del sultanato de Elisu, los conquistadores habían emprendido, mediante un esfuerzo concertado, la islamización de la región.
Después de 1801, cuando el reino de Kartli-Kajetia (este de Georgia) se convirtió en parte del Imperio ruso, la región terminó en la conquista imperial rusa en 1803, Saingilo se incorporó inicialmente a ókrug de Zakatali de la gobernación de Tiflis. De 1918 a 1920, tanto la República Democrática de Georgia como la República Democrática de Azerbaiyán reclamaron su territorio como suyo, pero la disputa nunca derivó en un enfrentamiento armado. Tras la caída de la Azerbaiyán democrática en 1920, la Rusia soviética y la RSS de Azerbaiyán la reconocieron como parte de Georgia, cuyo gobierno otorgó a estas tierras un grado de autonomía interna. Después de la invasión del ejército rojo de Georgia en 1921, el área fue transferida oficialmente a la jurisdicción y control de la República Socialista Soviética de Azerbaiyán por el gobierno comunista central en Moscú en 1922.

## Demografía
A partir del censo de 2009, el número de georgianos se redujo a un mínimo histórico de 9900 personas. La mayoría vive en el raión de Qaj (7447 personas) o en la ciudad de Bakú (2226 personas). Durante el período soviético e incluso ahora, el gobierno de Azerbaiyán considera georgianos solo a los ingilois cristianos.
| 1926 | 1939   | 1959 | 1970   | 1979   | 1989   | 1999   |
| ---- | ------ | ---- | ------ | ------ | ------ | ------ |
| 9500 | 10 196 | 9526 | 13 595 | 11 412 | 14 197 | 14 900 |

### Distribución geográfica

Distribución del dialecto ingiloy

La mayoría de los ingilois viven hoy en un área que llaman Saingilo, el nombre de la región cultural tradicionalmente habitada por el pueblo ingiloy o heretiano en la parte noroeste moderna de Azerbaiyán. El área de Saingilo, un territorio de 4.780 km2, incluye tradicionalmente los rayones de Balakán, Zaqatala y Qaj.
| País                  | Distribución de la población |
| --------------------- | --- |
| Bandera de Azerbaiyán | Ingilois musulmanes: Raión de Zaqatala: Əliabad and Mosul Raión de Balakán: İtitala Ingilois cristianos: Raión de Qaj: Qax İngiloy, Böyük Alatəmir, Qaxbaş, Əlibəyli, Meşəbaş, Zəyəm, Xələftala, Qarameşə. Raión de Zaqatala: Qımır. |

### Religión

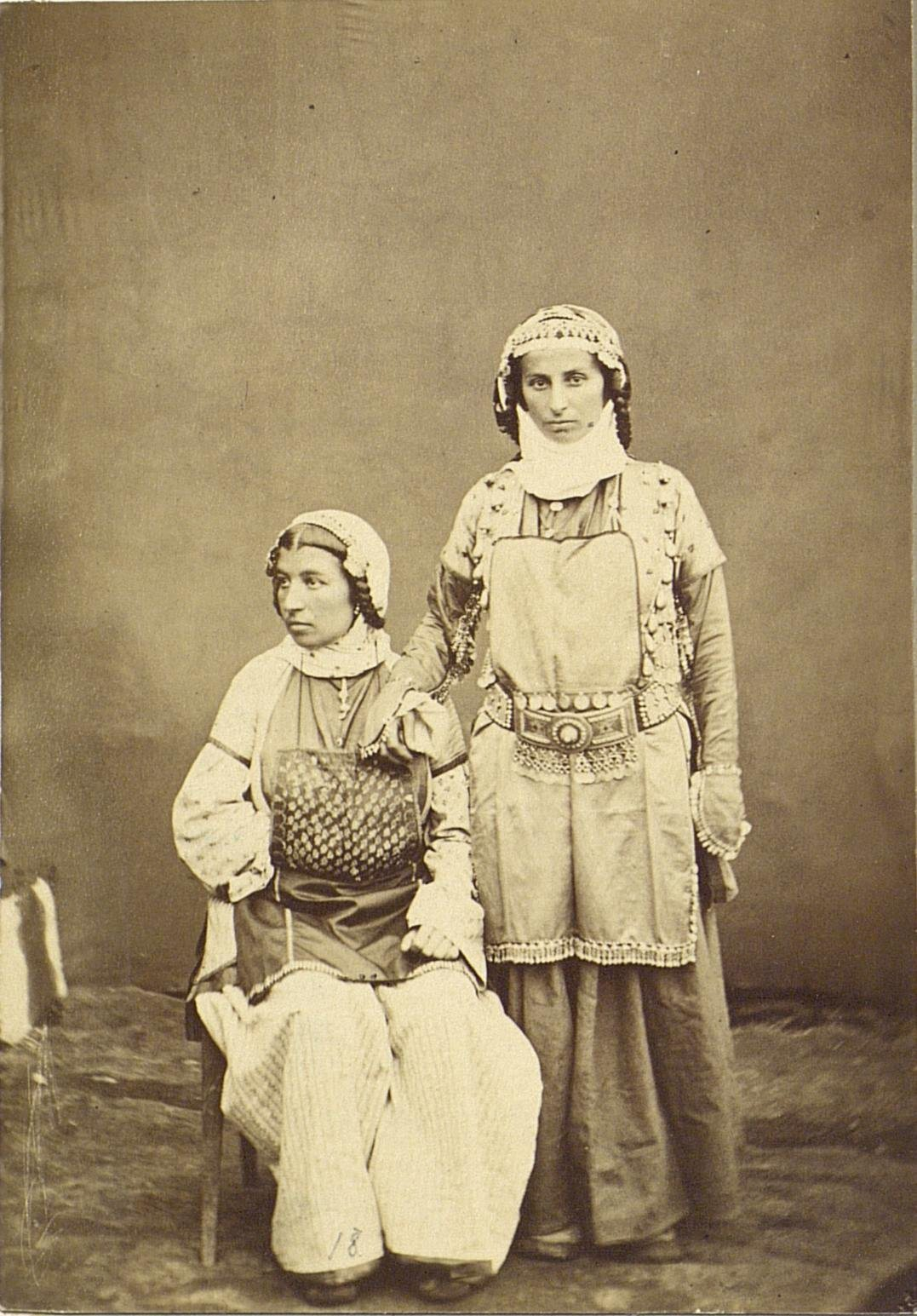
Mujeres ingilois de Qaj (1883)

Por religión, los ingilois se dividen en cristianos ortodoxos y musulmanes sunitas. Como resultado de las actividades misioneras de la Sociedad de Restauración del Cristianismo Ortodoxo, algunos ingilois se convirtieron al cristianismo en 1860, creando 12 laicos, pero en 1863, 9 de ellos volvieron a convertirse al Islam. En 1892, 62 se convirtieron al cristianismo.
Algunos ingilois son musulmanes (sunitas). Se convirtieron en el siglo XVII a través de la influencia lezguina y otomana.
Solo hay tres iglesias ortodoxas georgianas activas en el raión de Qaj (Iglesia de San Jorge en Qaj Ingiloy, Patara Alaverdi en Qax, Iglesia de San Nino en el pueblo de Alibeyli). Las iglesias georgianas en Azerbaiyán están bajo la jurisdicción de la Eparquía de Jornabuji y Hereti.

## Cultura
En el pueblo de Alibeyli, se encuentra el Teatro Dramático estatal georgiano de Qaj. En 2009, se filmó en Azerbaijanfilm un documental llamado "Ingilois", dedicado a la historia, la cultura y las tradiciones de este grupo étnico.
Hay siete escuelas georgianas en Saingilo, mientras que cuatro escuelas azerbaiyanas tienen partes georgianas. Los profesores de idioma georgiano son contratados por las autoridades educativas de los distritos de Zaqatala y Qaj.
Los ingilois cristianos tienen apellidos con sufijo georgiano, pero los ingilois musulmanes están registrados como azerbaiyanos y sus apellidos son similares a los azerbaiyanos, con la adición del sufijo ruso -ev (-ov) al nombre del padre. Muchos intentos de los ingilois musulmanes de devolver los apellidos y la nacionalidad georgianos no han tenido éxito.

## Personajes ilustres
- Mose Janashvili (1855.1934): historiador, etnógrafo y lingüista georgiano.